# ドゥカティ・ストリートファイター
ストリートファイター（英語: Streetfighter）は、ドゥカティが生産していたオートバイである。

## 概要
2009年、1098を市街地走行に対応させたオートバイとして、エンジンのキャスターを寝かせホイールベースを延長、シャーシにアップハンドルを採用して発表した。

## モデル一覧

### Streetfighter
2010年発売開始。
2012年よりStreetfighterとStreetfighter Sの2ラインナップであったものがStreetfighter Sだけに改められた。

### Streetfighter 848
2012年、1098に続いて848テスタストレッタエンジンをトレリスフレームに搭載したストリートファイター848が以下のカラーバリエーションで発売された。
- █レッド
- █ブラックマット
- █ファイターイエロー

## 画像

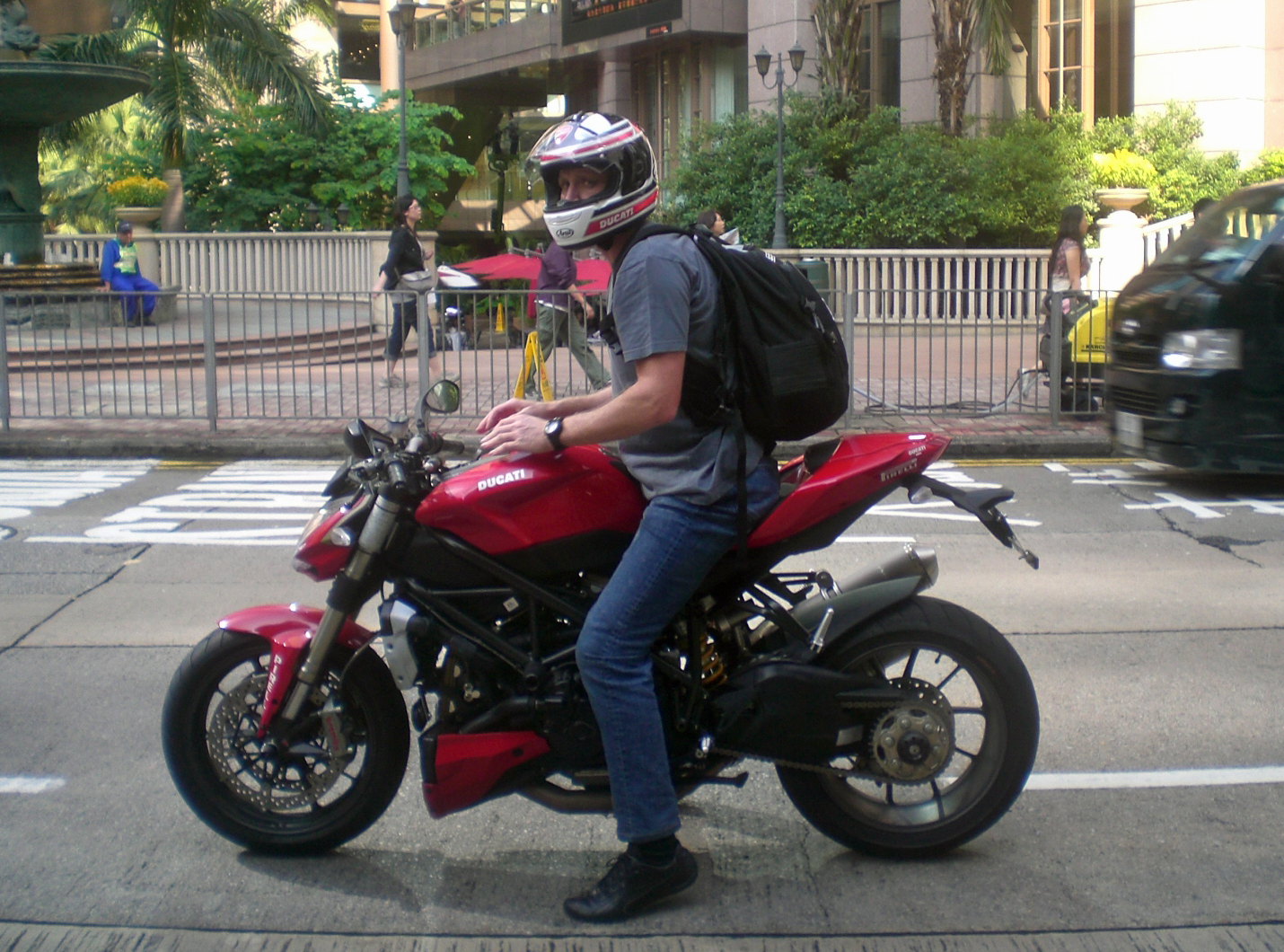
ストリートファイターに搭乗する男性。